# Wirthwein
Die Wirthwein SE (Societas Europaea) ist die Muttergesellschaft der Wirthwein-Gruppe. Der Hauptsitz des deutschen Familienunternehmens befindet sich in Creglingen im Main-Tauber-Kreis in Baden-Württemberg. In weltweit 21 Unternehmen beschäftigt die Gruppe rund 3.000 Mitarbeiter in Deutschland, Polen, Spanien, China, den USA und der Türkei. Die Wirthwein SE ist ein familiengeführtes Unternehmen, die Aktien befinden sich zu 100 % im Besitz der Familie Wirthwein.

## Geschichte

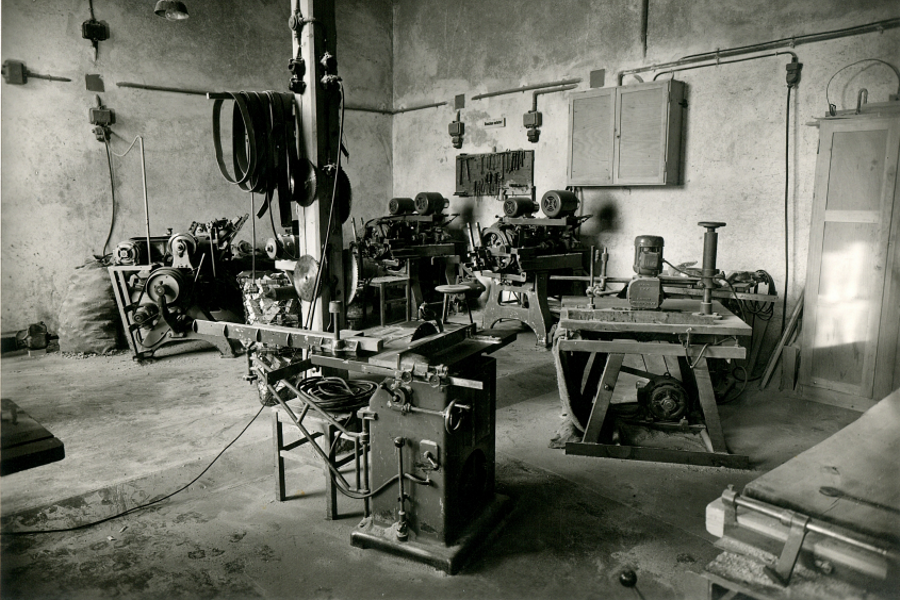
Anfänge im Keller 1949

1949 begann der Firmengründer Walter Wirthwein im Keller seines Wohnhauses mit der Produktion von achteckigen Holzpflöcken, die im Eisenbahnoberbau zur Sanierung von Holzschwellen dienen.
1952 trat sein Schwiegervater Friedrich Schmidt in das Unternehmen ein, das zur Wirthwein KG umgewandelt wurde. Entlang der Tauber wurde eine Produktionshalle für die Holzverarbeitung gebaut. 1967 stieg das Unternehmen mit drei Spritzgießmaschinen in die Kunststoffverarbeitung ein. Seit 1969 wurde mit eigenen Spritzgießwerkzeugen gefertigt. Zur weiteren Diversifikation übernahm Wirthwein 1972 den Thermometerbau von August Flor.
Im Jahr 1974 beschäftigte das Unternehmen rund 100 Mitarbeiter. Neben Eisenbahnen wurden auch andere Industriezweige mit Holz- und Kunststoffprodukten sowie Thermometern beliefert.

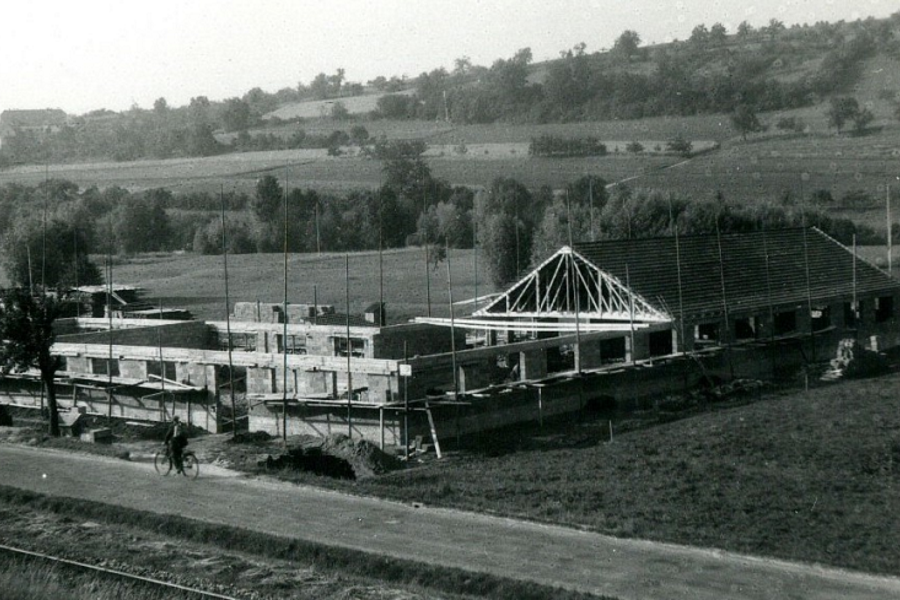
1950er: Neubau an der Tauber

Nach dem Tod von Walter Wirthwein 1978 wurde das Unternehmen zum 1. Januar 1979 geteilt. Klaus Wirthwein übernahm die Thermometerfertigung und führt diese als eigenständige Firma bis heute.
Udo Wirthwein führte die Walter Wirthwein KG weiter. Schwerpunkt des Unternehmens blieb die Holzverarbeitung und der Kunststoffspritzguss für die Eisenbahn mit etwa 60 % Geschäftsanteil.

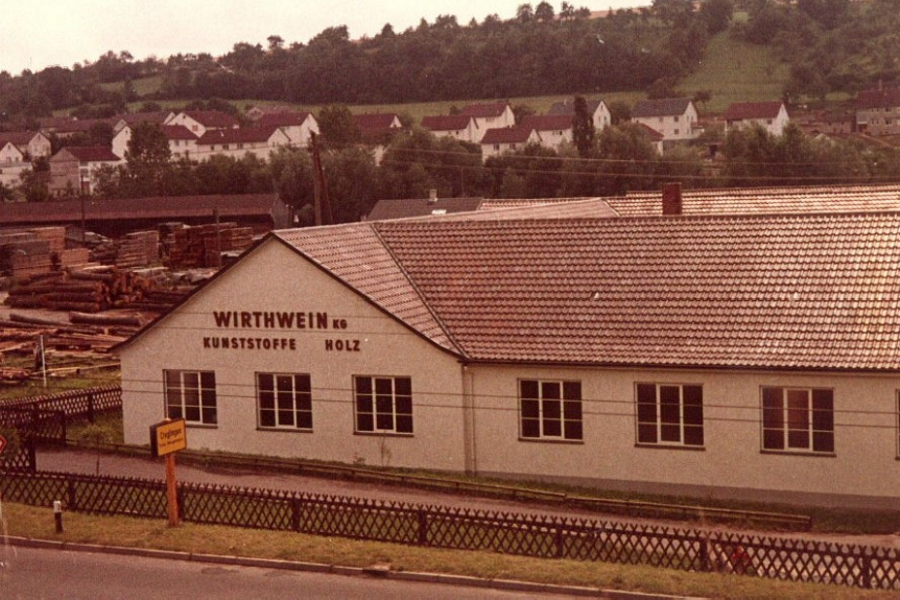
Wirthwein in Creglingen in den 1970ern

In Brandenburg-Kirchmöser wurde 1991 auf dem Teilgelände eines ehemaligen Schießplatzes der Nationalen Volksarmee die Wirthwein Brandenburg GmbH & Co. KG errichtet. Produziert wurde überwiegend für den Bahnbedarf, da das marode Streckennetz in den neuen Bundesländern saniert werden musste.
Zur gleichen Zeit entstanden erste Kontakte zum Hausgerätehersteller BSH Bosch und Siemens Hausgeräte GmbH. Ab 1992 wurden Kunststoffteile für Waschmaschinen produziert, zunächst am Standort Brandenburg, ab 1996 im neugebauten Werk in Nauen.
In den folgenden Jahren entstanden neue Werke. 1998 wurde eine Shop-in-Shop Produktionsstätte in Lodz (Polen) gegründet.
1995 erfolgt mit der Übernahme der Georg Winkler KG und Gründung der Winkler Design GmbH & Co. KG in Röttingen (Bayern) der Einstieg in das Geschäftsfeld Innenausbau mit der Fertigung von Inneneinrichtungen, Theken, Speisenausgaben und Bordrestaurants für Schienenfahrzeuge.
2003 folgte die Gründung des Standortes in New Bern, North Carolina. Hier wurden Kunststoffkomponenten für die Geschäftsfelder Mobility und Home Appliance gefertigt. Die Veränderungen der Weltwirtschaft zu Beginn der 2020er Jahre definieren den Kurs der globalen Produktionsstrategie neu. Die Schwestergesellschaft Wirthwein Fountain Inn, LLC wird zu einem Fertigungszentrum für die Bereiche Mobility und New Energy, hierzu wurden Aufträge vom Standort New Bern nach Fountain Inn verlagert. Zum 31. März 2025 wird das Unternehmen in New Bern geschlossen.

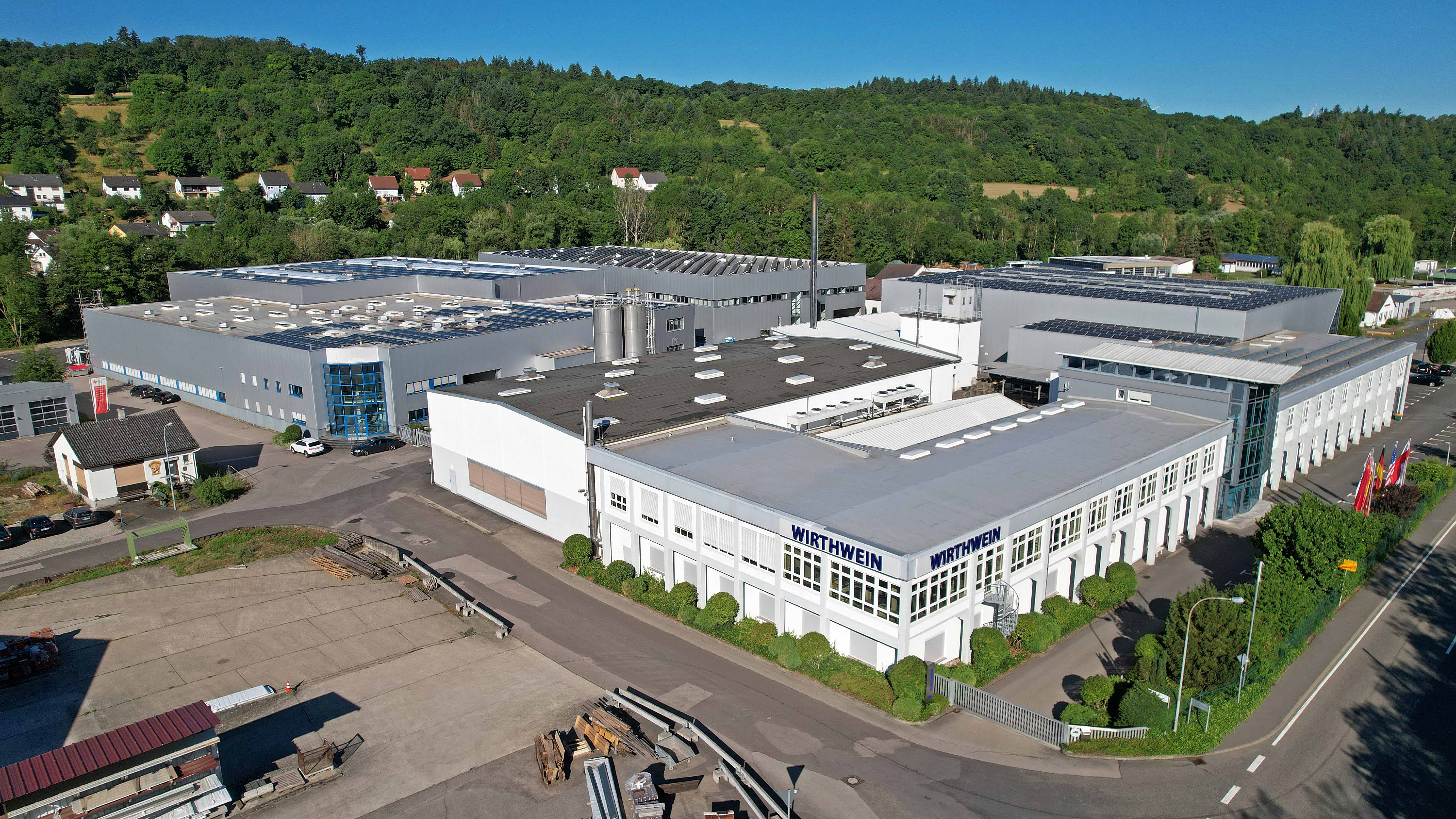
Wirthwein am Stammsitz in Creglingen heute

2004 erhielt Wirthwein den Zuschlag als Systemlieferant im Bereich der Trocknerherstellung. Dies hatte zur Folge, dass 2005 ein eigenes Gebäude in unmittelbarer Nachbarschaft zur neuen Wäschetrocknerfabrik der BSH Bosch und Siemens Hausgeräte GmbH in Lodz (Polen) gebaut werden konnte. 2009 wurden weitere Tochterunternehmen im bayerischen Friedberg und in Saragossa, (Spanien) gegründet. Heute produziert Wirthwein an insgesamt fünf Standorten Kunststoffkomponenten für Waschmaschinen, Wäschetrockner, Geschirrspülmaschinen, Herde und Kühlgeräte.
2005 wurde die Riegler GmbH & Co. KG in Mühltal übernommen und mit Wirkung zum 1. Juli 2020 in Wirthwein Medical GmbH & Co. KG umbenannt. Das 1946 gegründete Unternehmen ist seit über 25 Jahren Medizintechnikzulieferer. Zum Portfolio gehören Kunststoffkomponenten für die Medizintechnik, Diagnostik, Pharmazie, Kosmetik und andere technische Anwendungen.
2006 übernahm Familie Wirthwein die Bembé Parkett GmbH & Co. KG. Die seit 1780 bestehende Fertigung, Verlegung und Überarbeitung von Parkettböden wird seitdem in einem rechtlich selbständigen Unternehmen fortgeführt.
Seit 2007 liefert Wirthwein vom Standort in Kunshan Kunststoffkomponenten für den Bau von Schnellfahrstrecken in China, so beispielsweise auch für die Strecke Peking–Shanghai.
Die Wirthwein AG hat mit Wirkung zum 1. März 2012 über neu gegründete Unternehmen wesentliche Vermögensgegenstände der Thermoplast Technik Deutschland Holding GmbH & Co. KG (ttb-group) erworben. Die neuen Tochtergesellschaften sitzen in Crimmitschau und Sasbach. Im April 2012 wurde im spanischen Muel eine Fertigungsstätte gekauft. Im September 2012 wurde in Fountain Inn im US-Bundesstaat South Carolina die „South Carolina Plastics, LLC“ gegründet und zum 1. Juli 2020 in Wirthwein Fountain Inn, LLC umbenannt. Am Standort in den USA werden beispielsweise Kunststoffkomponenten für BMW in Spartanburg produziert.
2015 kaufte Wirthwein 70 % der Anteile an der Farel Plastik A.S. in der Türkei und produziert in Çerkezköy bei Istanbul. Das Unternehmen stellt überwiegend Kunststoffprodukte für die Hausgeräteindustrie und in geringerem Maß auch im Geschäftsfeld Mobility her.
2017 wurde der Neubau einer Halle für Montagetätigkeiten von Trocknerkomponenten sowie zum Lagern von Zukaufteilen, Rohmaterial, Halbfertig- und Fertigware am polnischen Standort in Lodz umgesetzt.
Im Jahr 2022 erweiterte das Tochterunternehmen in Lodz (Polen) seine Produktionskapazitäten: In der Olechowskastraße mietet das Unternehmen in einer Produktionshalle in zwei Schritten insgesamt 11.200 m² an, um dort für die Kunden der Weißen Ware, Automotive, Sanitär und Elektroindustrie zu produzieren.
2018: Die Gesellschaft „Shenyang Wirthwein Technology Co., Ltd.“ wird 2018 als Gemeinschaftsunternehmen gegründet, bei dem die beiden Partner Wirthwein AG und „Changshu Automotive Trim Co., Ltd.“ (kurz: CAIP) jeweils 50 Prozent der Anteile halten. Die Serienfertigung startet am 1. Mai 2019. Geplant ist, jährlich rund 140.000 Fahrzeuge mit den unterschiedlichen Varianten der Fensterrahmenverkleidungen auszustatten. Mit Wirkung zum 1. Dezember 2020 erwirbt Wirthwein 100 Prozent der Unternehmensanteile.
Im Jahr 2022 gründet Wirthwein ein viertes Tochterunternehmen in China: Ab Januar 2023 sollen in der Millionenmetropole Xi’an Kunststoffkomponenten für den größten Kunden im Geschäftsfeld Elektroindustrie, den langjährigen Partner ebm-papst, gefertigt werden. Das neugegründete Unternehmen mietet sich in einer neu gebauten Halle mit einer Gesamtfläche von 8.213 Quadratmetern ein, davon sind jeweils rund 3.850 m² für Produktion und Logistik vorgesehen. Der Kunde wird just-in-time mit Axial- und Radiallüfterrädern und Gehäusen beliefert. Erstmals fertigt Wirthwein am neuen Standort auch Statoren und steigt damit in ein neues Produktsegment ein.
Im Rahmen einer außerordentlichen Hauptversammlung am 20. Oktober 2022 hat die Inhaberfamilie Wirthwein über die Umwandlung der Wirthwein Aktiengesellschaft in die neue Rechtsform einer SE entschieden. Die neue Rechtsform wurde nun in das Handelsregister eingetragen: Seit Montag, den 16. Januar 2023 firmiert die Wirthwein AG unter dem Namen Wirthwein SE.
Tod von Udo Wirthwein und Übergabe der Unternehmensführung: Der langjährige Vorstandsvorsitzende und Aufsichtsratsvorsitzende, Udo Wirthwein, stirbt überraschend am 23. April 2024. Anlässlich seines 80. Geburtstags am 29. April 2024 wollte Udo Wirthwein den Vorsitz des Aufsichtsrates an seinen Sohn Marcus Wirthwein übergeben und „Ehrenvorsitzender des Aufsichtsrates“ werden. Leider kam sein überraschender Tod diesem sorgfältig geplanten, geordneten Übergang zuvor. Marcus Wirthwein führt das Familienunternehmen und Lebenswerk des Vaters als neuer Vorsitzender des Aufsichtsrats ab 1. Mai 2024 in die Zukunft. Die Position „Sprecher des Vorstands“, die Marcus Wirthwein bisher innehatte, übernimmt Dr. Ralf Zander, der auch weiterhin das Finanzressort führt. Den Vorstand komplettieren Holm Riepenhausen als Technikvorstand und Thomas Kraus als Vertriebsvorstand.

## Produkte
Die Unternehmen der Wirthwein-Gruppe stellen Kunststoffkomponenten im Spritzgussverfahren und Spritzgießwerkzeuge für die Geschäftsfelder Mobility, Rail Infrastructure, New Energy, Home Appliance und Medical her. Unter anderem mit Bembé Parkett und Winkler Design ist die Unternehmensgruppe außerdem im Bereich Interior Design tätig.

### Mobility
Das Unternehmen produziert Kunststoffkomponenten im Interieur und Exterieur in den Bereichen: Schiebedachkomponenten, Sicherheitsgurte, Türkomponenten, Fensterrahmenverkleidungen, Stoßfänger, Motorraum, Zierelemente, Instrumententafeln, Kühlsysteme, Fahrwerk und Motorkühlung.

### Rail Infrastructure
Produktbeispiele sind Winkelführungsplatten, Schwellendübel, Zwischenlagen, Zwischenplatten, Isolierkomponenten, Kabelkanäle sowie Komponenten für Schienenlagerungssysteme. Weltweit lieferte Wirthwein Produkte für insgesamt über 30.000 Streckenkilometer Bahnlinien, die von Zügen bis zu 450 km/h befahren werden. Mit über 3.000 verschiedenen Produkten für den Eisenbahnoberbau ist Wirthwein anerkannter Weltmarktführer.
Zu den Kunden zählen beispielsweise die Deutsche Bahn AG, europäische und außereuropäische Staatsbahnen, Industrie- und Privatbahnen, Nahverkehrsgesellschaften, Industrie- und Gleisbaubetriebe, Betonschwellenwerke und Bergbaugesellschaften.

### New Energy
Produktbeispiele sind Lüfterräder für Ventilatoren, Gehäusedeckel und Schutzgitter, Führungselemente und Baugruppen für den Starkstrombereich oder Kunststoffkomponenten für die Motorkühlung im Nutzfahrzeugebereich. In Zusammenarbeit mit ebm-papst leistet Wirthwein Entwicklungsarbeit zum Einsatz von Biowerkstoffen wie WPC – Wood-Plastic-Composite – mit dem Fokus auf Umweltschutz und Ressourcenschonung. Zu den Kunden zählen beispielsweise ebm-papst, Siemens, die Maschinenfabrik Reinhausen oder die Modine Europe GmbH.

### Home Appliance
Wirthwein produziert Kunststoffkomponenten und Baugruppen für Hausgeräte wie Waschmaschinen, Wäschetrockner, Geschirrspülmaschinen, Herde, Kühl- und Bodenpflegegeräte. Anfang der 1990er Jahre begann Wirthwein mit der Produktion von Staubsaugerteilen. Mit dem Start der Produktion von Laugenbehältern für den Kunden BSH Hausgeräte im Jahre 1996 entwickelte sich der Bereich Hausgeräte weiter und stellt heute das größte Geschäftsfeld der Unternehmensgruppe dar. 2010 wurde Wirthwein durch die BSH Hausgeräte GmbH für die Zulieferleistungen im Bereich „Wäschepflege“ als Lieferant des Jahres ausgezeichnet.

### Medical

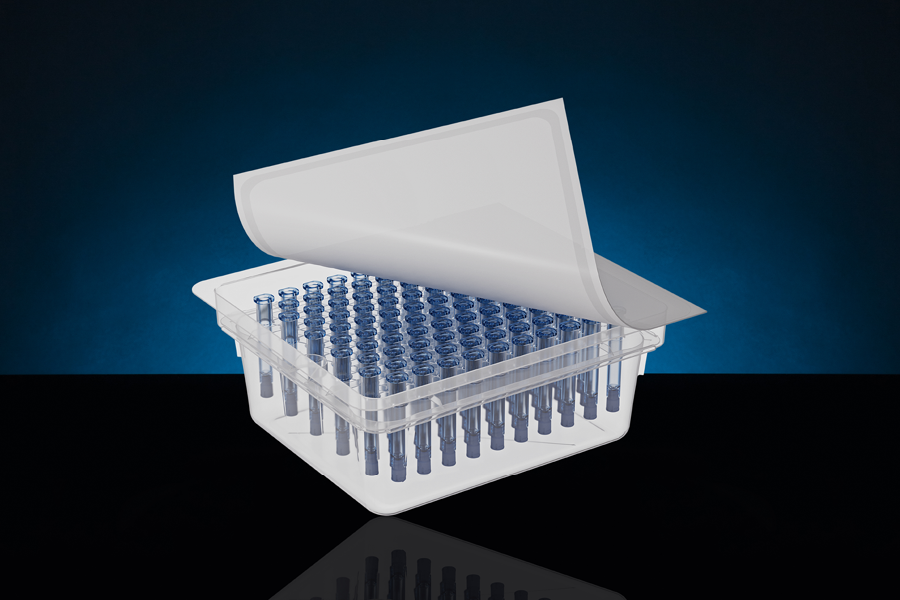
Wirthwein Medical vorfüllbare Spritze

Die Riegler GmbH & Co. KG ist seit 2005 ein hundertprozentiges Tochterunternehmen der Wirthwein AG und wurde mit Wirkung zum 1. Juli 2020 in Wirthwein Medical GmbH & Co. KG umbenannt. Das Leistungsspektrum im Geschäftsfeld Medizintechnik umfasst unter anderem Systempackmittel, Kits und Consumables, Funktionsartikel, Flaschen, Behälter und die zugehörigen Verschlüsse. Die Produkte werden beispielsweise in der Labordiagnostik, Pharmazie, Chemie, Biotechnologie und der Kosmetik angewandt.
Im Jahr 2012 zeichnete der Landkreis Darmstadt-Dieburg die Wirthwein Medical GmbH & Co. KG (damals als Riegler GmbH & Co. KG) für ihre Innovationen und Investitionen als „Unternehmen des Jahres“ aus. Anfang Februar 2023 stellt Wirthwein Medical auf der Fachmesse Pharmapack in Paris das neue Eigenprodukt WIM Ject® der Öffentlichkeit vor, eine vorfüllbare Spritze, die ganz im Sinne der Nachhaltigkeit Glas durch einen speziellen Kunststoff ersetzt.

### Interior Design
Mit der Winkler Design GmbH & Co. KG und der Bembé Parkett GmbH & Co. KG ist die Wirthwein-Gruppe im Bereich Innenausbau tätig. Winkler Design bietet Maßanfertigungen von Thekenanlagen, Speisenausgaben und Großküchentechnik an. Des Weiteren stattet Winkler Design Schienenfahrzeuge mit Küchen- und Thekenanlagen aus. Beispielsweise baute Winkler Design Bordrestaurants für die ICE der 1., 2. und 3. Generation. Darüber hinaus arbeitet das Unternehmen für den ETR 500 und ETR 1000 der Trenitalia, die Doppelstockzüge der Schweizerischen Bundesbahnen und die polnischen Bahnunternehmen PKP und PESA.

## Standorte
- 1949: Wirthwein GmbH & Co. KG in Creglingen, Baden-Württemberg
- 1991: Wirthwein Brandenburg GmbH & Co. KG in Brandenburg-Kirchmöser, Brandenburg
- 1995: Winkler Design GmbH & Co. KG in Röttingen, Bayern
- 1995: Wirthwein Nauen GmbH & Co. KG in Nauen, Brandenburg
- 1998: Wirthwein Polska Sp. z o.o. in Łódź, Polen
- 1998: Wirthwein AG in Creglingen, Baden-Württemberg
- 1999: Formtechnik Osterode GmbH & Co. KG in Osterode am Harz, Niedersachsen, stillgelegt zum 31. März 2023[48]
- 2003: Wirthwein New Bern Corp. in New Bern, North Carolina, USA (bis 30. Juni 2020 Carolina Technical Plastics Corp.), stillgelegt zum 31. März 2025
- 2005: Wirthwein Medical GmbH & Co. KG in Mühltal, Hessen (bis 30. Juni 2020 Riegler GmbH & Co. KG)
- 2006: Bembé Parkett GmbH & Co. KG in Bad Mergentheim, Baden-Württemberg
- 2007: Wirthwein Fastening Systems (Kunshan) Co. Ltd. in Kunshan, China
- 2007: Wirthwein Technical Plastics (Kunshan) Co. Ltd. in Kunshan, China
- 2009: Wirthwein Friedberg GmbH & Co. KG in Friedberg, Bayern
- 2009: Wirthwein Zaragoza S.L. in Saragossa, Spanien (bis 30. Juni 2020 Plásticos Zaragón S.L.)
- 2012: Wirthwein Eichenzell GmbH & Co. KG in Eichenzell, Hessen, geschlossen zum 31. Dezember 2020[49]
- 2012: Wirthwein Crimmitschau GmbH & Co. KG in Crimmitschau, Sachsen
- 2012: Wirthwein Sasbach GmbH & Co. KG in Sasbach, Baden-Württemberg
- 2012: Wirthwein Fountain Inn, LLC in Fountain Inn, South Carolina, USA (bis 30. Juni 2020 South Carolina Plastics, LLC)
- 2015: 70-%-Beteiligung an der Farel Plastik A.S. in Çerkezköy, Tekirdağ, Türkei
- 2016: <25-%-Beteiligung an der JenaBatteries GmbH in Jena, Thüringen
- 2018: 50-%-Joint Venture an der Shenyang Wirthwein Technology Co., Ltd. in Shenyang, China
- 2020: Shenyang Wirthwein Technology Co., Ltd. in Shenyang, China wird 100-prozentige Tochter der Wirthwein AG[50]
- 2022: Xi’an Wirthwein Plastic Technology Co., Ltd. in Xi’an, China

## Unternehmensführung
Folgende Personen sind seit dem 1. Mai 2024 in der Unternehmensführung von Wirthwein tätig:
- Marcus Wirthwein, Vorsitzender des Aufsichtsrats
- Dr. Ralf Zander, Sprecher des Vorstands und Vorstand Finanzen
- Holm Riepenhausen, Vorstand Technik
- Thomas Kraus, Vorstand Vertrieb

## Auszeichnungen
- 1997: Dr.-Rudolph-Eberle-Innovationspreis des Landes Baden-Württemberg-Anerkennung für die Entwicklung des Kabelkanals aus Kunststoff[52]
- 2000: Bundesverdienstkreuz an Udo Wirthwein[53]
- 2004: Bürgermedaille der Stadt Creglingen in Gold und Staufermedaille des Landes Baden-Württemberg an Udo Wirthwein
- 2010: Lieferant des Jahres im Produktbereich „Wäschepflege“ für die Jahre 2008 und 2009 beim Kunden BSH Bosch und Siemens Hausgeräte GmbH[54]
- 2011: „TOP-Lieferant des Jahres 2011“ des Automobilzulieferers Brose Fahrzeugteile GmbH & Co. Kommanditgesellschaft[55]
- 2012: Riegler GmbH & Co. KG wird „Unternehmen des Jahres“ im Landkreis Darmstadt-Dieburg[56]
- 2013: Die Robert Bosch GmbH zeichnet die Wirthwein AG als Vorzugslieferant im Bereich „Kunststoffkomponenten“ aus.[57]